# Internalista
Internalista – w koncepcji poczucia umiejscowienia kontroli stworzonej przez Juliana Rottera, człowiek o wewnętrznym umiejscowieniu kontroli (zobacz też: eksternalista). 

## Odkryte korelacje
Człowiek taki jest przekonany, że wpływa na ważne wydarzenia w swoim życiu, że na dłuższą metę to od jego aktywności zależy, czy w życiu spotykają go dobre czy też złe wydarzenia. W związku z tym więcej wysiłku wkłada w osiąganie celów, na których mu zależy, lepiej dba o swoje zdrowie i jest zdrowszy. Internalista także żyje dłużej, uczy się wytrwalej, jest w stanie skutecznie rzucić palenie, stosuje środki antykoncepcyjne. Internaliści mają wyższą samoocenę, wierzą w swoje możliwości, są bardziej pewni siebie, mają względnie stabilne poczucie bezpieczeństwa, wyższy poziom aspiracji i samoakceptacji oraz ambicje. Są to także osoby silnie motywowane do przywracania utraconego poczucia kontroli i agresji. 
Wewnętrzne poczucie umiejscowienia kontroli idzie także w parze z repertuarem umiejętności rozwiązywania problemów. Internalista zwykle próbuje różnych metod rozwiązania zadania, zanim się podda. Takie ulokowanie poczucia kontroli modyfikuje także pewne prawa zachowania, które behawioryści uważali za uniwersalne (zobacz np. zależność magiczna).
Wewnętrzne poczucie umiejscowienia kontroli idzie w parze także ze stosowaniem takich mechanizmów obronnych jak wyparcie i tłumienie.

## Interpretacja
Nie są tu jednak do końca wyjaśnione mechanizmy oraz kierunki wykrytych zależności. Może być bowiem tak, że wewnętrzne poczucie umiejscowienia kontroli wpływa na zwiększenie samooceny w ten sposób, że zwiększa wytrwałość w rozwiązywaniu zadań (bo jestem przekonany, że jego rozwiązanie zależy od mojego wysiłku) w związku z czym częściej te zadania rozwiązuję, co prowadzi do podwyższenia samooceny. Może być jednak i tak, że to wysoka samoocena powoduje, że wierzę iż mogę rozwiązać zadanie, toteż dłużej je rozwiązuję co sprawia, że częściej udaje mi się je rozwiązać, a to prowadzi do wytworzenia przekonania o wewnętrznej kontroli wzmocnień.

## Wnioski
Wykazano, że poczucie wewnętrznego umiejscowienia kontroli (uzasadnione czy nie) jest zdecydowanie bardziej korzystną orientacją. Koreluje z lepszym samopoczuciem, zdrowiem, osiągnięciami lepszym radzeniem sobie ze stresem. 
Posiada jednak ona swoje wady. 
- Badania (np. Richarda Schulza z 1976r) sugerują, że poczucie sprawowania kontroli jest co prawda dobroczynne i przedłuża życie, jednak utrata tego poczucia daje takie same efekty (lub nawet gorsze) niż nieposiadanie jej od samego początku. Osoby o wewnętrznym umiejscowieniu kontroli rozumieją bowiem utratę poczucia sprawowania kontroli jako wynik własnych błędów, co prowadzi do obwiniania się.
- Wewnętrzne umiejscowienie kontroli wpływa także negatywnie na zdolność rozpoznawania zadań nierozwiązywalnych. Osoby takie zbyt długo próbują je rozwiązać i zbyt wiele wysiłku w to wkładają.